# Domination (album)
Domination – czwarty studyjny album amerykańskiej grupy deathmetalowej Morbid Angel. Wydawnictwo ukazało się 9 maja 1995 roku nakładem wytwórni muzycznej Earache Records.

## Lista utworów
Opracowano na podstawie materiału źródłowego.
| Nr  | Tytuł utworu                      | Słowa   | Muzyka           | Długość |
| --- | --------------------------------- | ------- | ---------------- | ------- |
| 1.  | „Dominate”                        | Vincent | Azagthoth        | 2:39    |
| 2.  | „Where the Slime Live”            | Vincent | Azagthoth        | 5:26    |
| 3.  | „Eyes to See, Ears to Hear”       | Vincent | Azagthoth, Rutan | 3:52    |
| 4.  | „Melting” (utwór instrumentalny)  |         | Rutan            | 1:20    |
| 5.  | „Nothing But Fear”                | Vincent | Rutan            | 4:31    |
| 6.  | „Dawn of the Angry”               | Vincent | Azagthoth        | 4:39    |
| 7.  | „This Means War”                  | Vincent | Rutan            | 3:12    |
| 8.  | „Caesar's Palace”                 | Vincent | Azagthoth        | 6:20    |
| 9.  | „Dreaming” (utwór instrumentalny) |         | Azagthoth        | 2:17    |
| 10. | „Inquisition (Burn with Me)”      | Vincent | Azagthoth        | 4:33    |
| 11. | „Hatework”                        | Vincent | Rutan            | 5:47    |
|     |                                   |         |                  | 44:36   |

## Twórcy
Opracowano na podstawie materiału źródłowego.

- David Vincent - gitara basowa, śpiew
- Trey Azagthoth - gitara elektryczna, instrumenty klawiszowe
- Erik Rutan - gitara elektryczna, instrumenty klawiszowe
- Pete Sandoval - perkusja
- Dan Muro - oprawa graficzna, zdjęcia
- Eric Cadieux - programowanie
- Mark Prator - inżynieria dźwięku
- Bill Kennedy - inżynieria dźwięku, produkcja muzyczna, miksowanie
- Alan Yoshida - mastering
- Frank White - zdjęcia